# Obiectivul de Dezvoltare Durabilă 7
Obiectivul de dezvoltare durabilă 7 (ODD 7 sau Obiectivul Global 7) - „Energie curată și la prețuri accesibile” este unul dintre cele 17 Obiective de Dezvoltare Durabilă adoptate de Națiunile Unite în 2015. Potrivit Organizației Națiunilor Unite, obiectivul este: „Asigurarea accesului la energie accesibilă, fiabilă, durabilă și modernă pentru toți”. Accesul la energie este un pilon important pentru bunăstarea oamenilor, precum și pentru dezvoltarea economică și atenuarea sărăciei.
Obiectivul are 5 ținte care urmează să fie atinse până în 2030. Progresul către ținte este măsurat prin 6 indicatori. Trei din cele cinci ținte sunt ținte de rezultat: acces universal la energie modernă, creșterea procentului global de energie regenerabilă, dublarea ratei de creștere a eficienței energetice. Celelalte două ținte sunt mijloace de implementare: promovarea accesului la cercetare, tehnologie și investiții în energie curată, extinderea și actualizarea serviciilor energetice pentru țările în curs de dezvoltare. Cu alte cuvinte, aceste ținte urmăresc includerea accesului la energie accesibilă și fiabilă, crescând în același timp ponderea energiei regenerabile în mixul energetic global. De asemenea, se concentrează pe îmbunătățirea eficienței energetice, cooperarea internațională și investițiile în infrastructura de energie curată.
Potrivit unui raport de revizuire din 2019, se înregistrează unele progrese către atingerea ODD 7, dar multe dintre țintele ODD 7 nu vor putea fi atinse:1. ODD 7 și ODD 13 - Acțiune climatică sunt strâns legate:101.

## Context

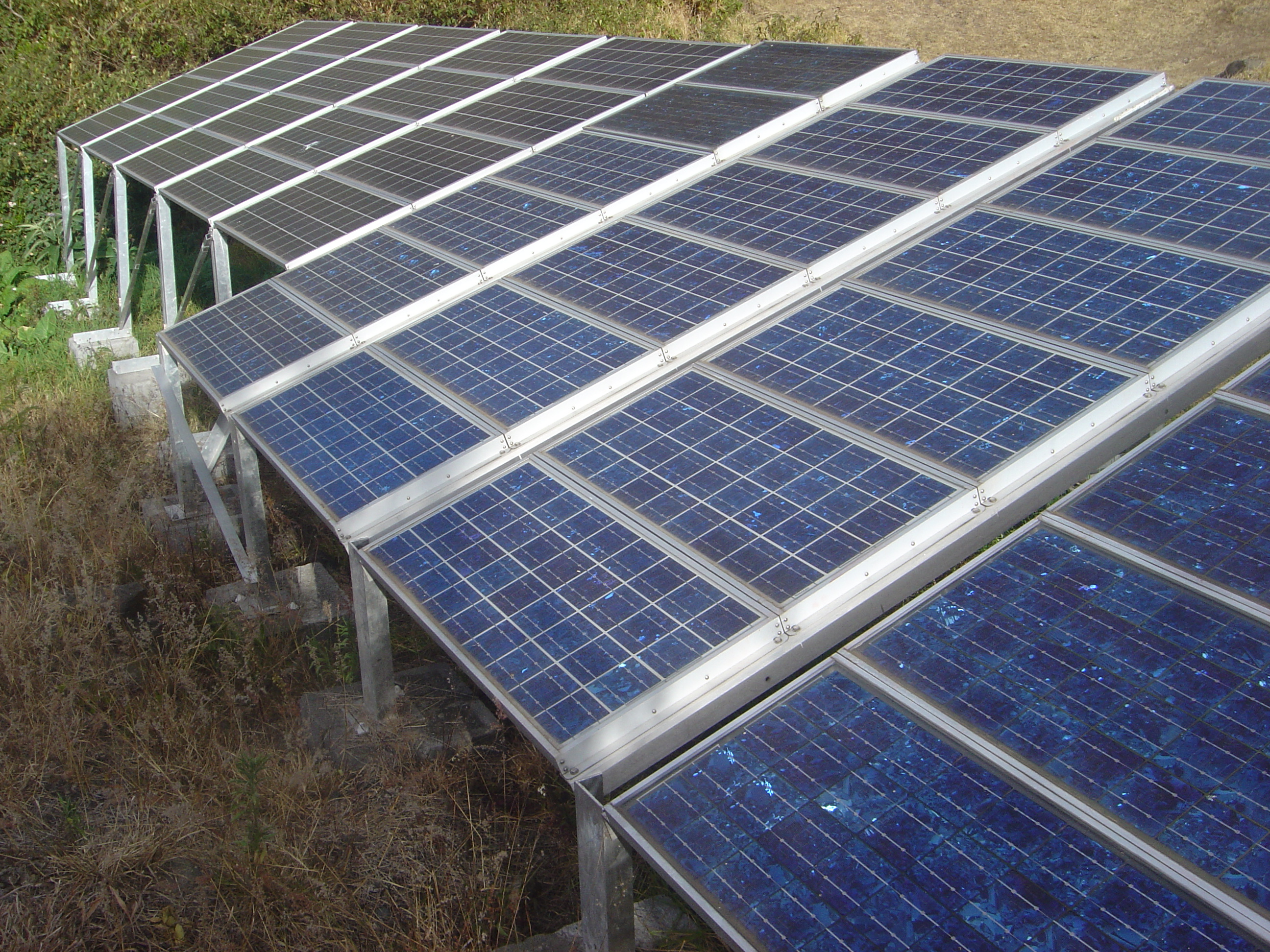
Panouri solare în Réunion

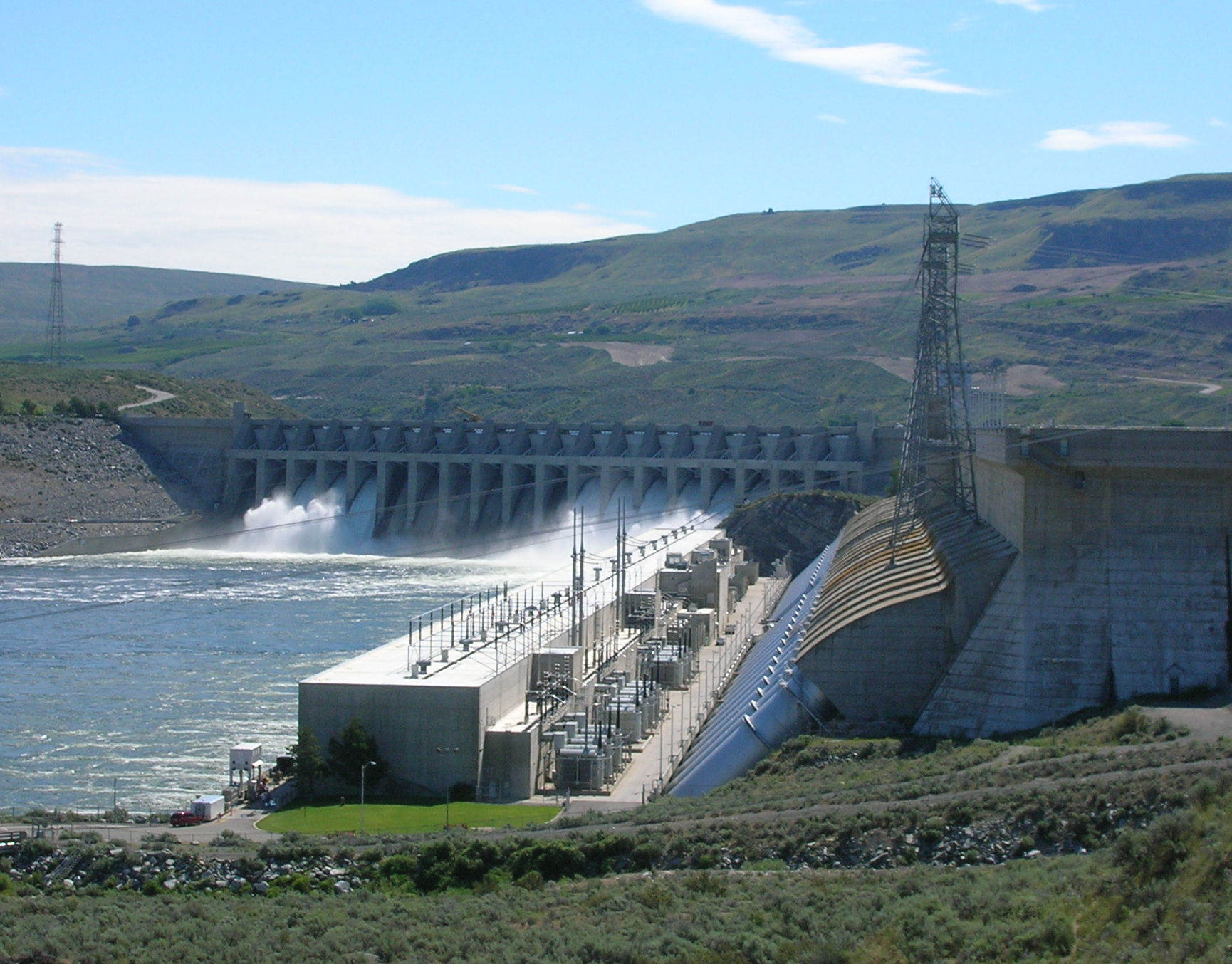
Barajul hidroenergetic „Chief Joseph”, Washington, SUA

ODD 7 abordează problema numărului mare de oameni la nivel global fără acces la energie electrică sau soluții curate de gătit (675 de milioane, respectiv 2,4 miliarde persoane în 2021). Energia este necesară pentru multe activități, de exemplu locuri de muncă, transport, securitate alimentară, sănătate și educație.
Oamenii care nu au acces la energie electrică și soluții de gătit curat includ persoane care locuiesc în zone izolate, persoane strămutate în interiorul țării respective, cele care locuiesc în mahalale urbane sau în comunități marginalizate:32.
Lumea continuă să avanseze către obiectivele de energie durabilă, dar nu suficient de repede. În ritmul actual, aproximativ 660 de milioane de oameni nu vor avea în continuare acces la electricitate și aproape 2 miliarde de oameni se vor baza în continuare pe combustibili și tehnologii poluante pentru gătit până în 2030. Sursele regenerabile reprezintă aproape 30% din consumul de energie în sectorul electricității, dar provocările rămân în sectoarele de încălzire și transport. Țările în curs de dezvoltare înregistrează o creștere anuală de 9,6% a instalațiilor de energie regenerabilă, dar, în ciuda nevoilor enorme, fluxurile financiare internaționale pentru energie curată continuă să scadă.
Accesul la energie electrică a crescut de la 73% în 1998, la 87% în 2015, la 90% în 2020 și la 91% în 2021, dar aproximativ 675 de milioane de oameni, în principal din țările cel mai puțin dezvoltate și din Africa subsahariană, rămân fără acces la electricitate. În 2021, 71% din populația globală a avut acces la combustibili și tehnologii curate pentru gătit, în creștere față de 64% în 2015. Regiunea cu cele mai scăzute rate de acces a fost Africa subsahariană, unde progresul către gătit curat nu a reușit să țină pasul cu creșterea populației, lăsând un total de 0,9 miliarde de oameni fără acces în 2021.

## Ținte, indicatori și progres
ODD 7 are 5 ținte, măsurate cu 5 indicatori și care urmează să fie realizate până în anul 2030. Trei din cele cinci ținte sunt „ținte orientate spre rezultat”, iar două sunt „mijloace de atingere a țintelor”.

### Ținta 7.1: Acces universal la energie modernă

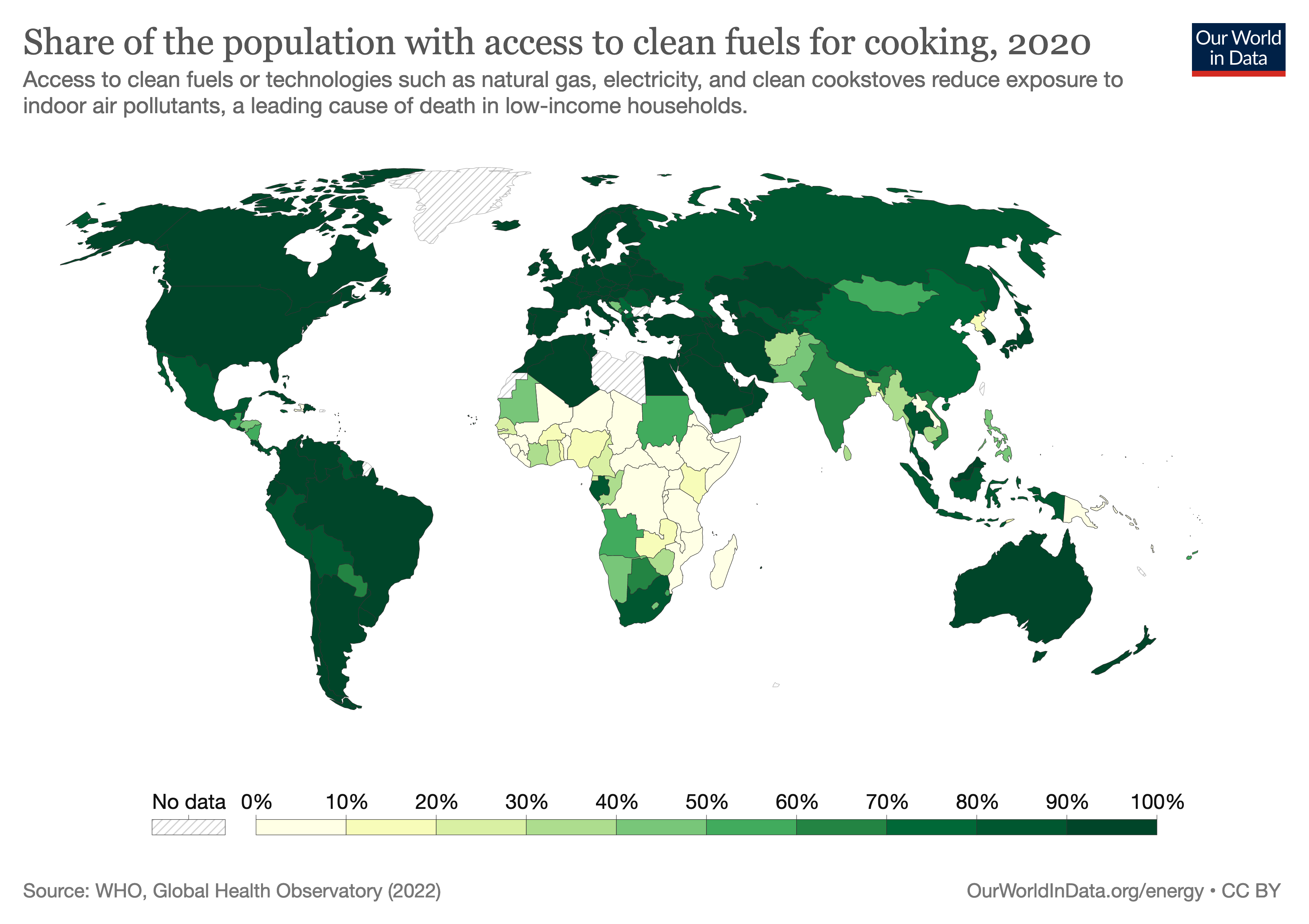
Harta lumii pentru indicatorul 7.1.2: Ponderea populației cu acces la combustibil curat pentru gătit

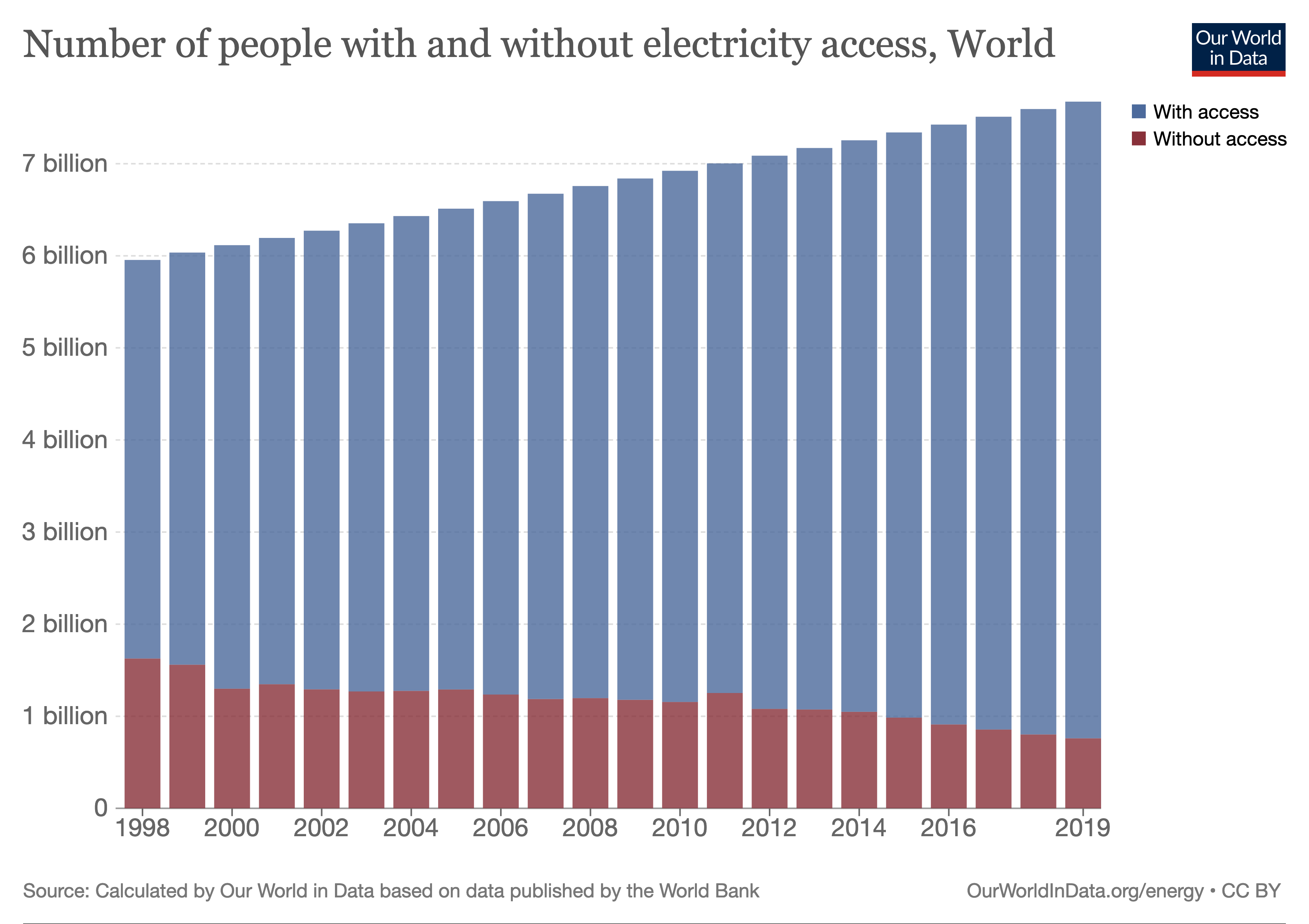
Graficul global pentru indicatorul 7.1.2: Populația globală cu și fără acces la electricitate

Textul integral al Țintei 7.1 este: „Până în 2030, asigurarea accesului universal la servicii energetice accesibile, fiabile și moderne”. 
Această țintă are doi indicatori:
- indicatorul 7.1.1: „Ponderea populației care are acces la energie electrică”,
- indicatorul 7.1.2: „Ponderea populației care se bazează în principal pe combustibili și tehnologii curate”.

Un raport din 2019 a constatat că India, Bangladesh și Kenya au înregistrat progrese în furnizarea de energie electrică locuitorilor:I. La nivel global, în 2020, 800 de milioane de persoane nu aveau acces la electricitate, comparativ cu 1,2 miliarde în 2010:I.
Există mai multe opțiuni de abordare a aceastei probleme, de exemplu finanțarea sectorului privat și asigurarea accesului la energie electrică în zonele rurale. Aceasta poate implica utilizarea de energie regenerabilă descentralizată:4.
Femeile sunt afectate în mod disproporționat de poluarea aerului interior cauzată de utilizarea combustibililor precum cărbune și lemn:55. Motivele care întârzie trecerea la soluții de gătit curat pot include costurile mai mari ale combustibilului și nevoia de a schimba procesele de gătit.

### Ținta 7.2: Creșterea ponderii globale a energiei regenerabile
Textul integral al Țintei 7.2 este: „Până în 2030, creșterea substanțială a ponderii energiei regenerabile în mixul energetic global".
Această țintă are un singur indicator: indicatorul 7.2.1 reprezintă „Ponderea energiei regenerabile în consumul final total de energie”.
La nivel global, datele arată că în 2016, raportat la consumul total de energie, ponderea energiei regenerabile a fost de 17,5%:1, iar în 2021 ajunsese la o valoare aproape dublă, de 30%, dar provocările se mențineau în sectoarele de încălzire și transport.

### Ținta 7.3: Dublarea ratei de creștere a eficienței energetice

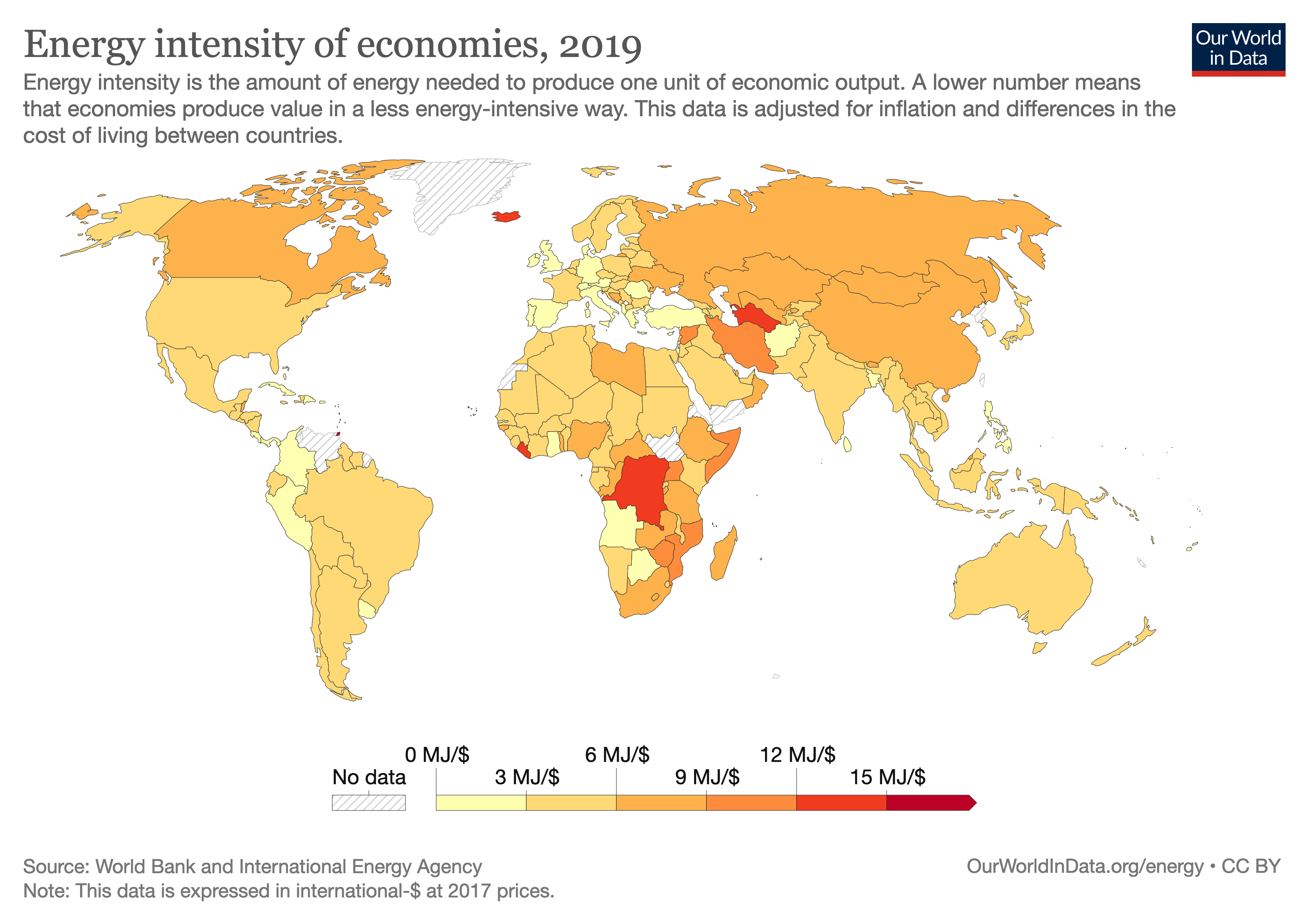
Harta lumii pentru indicatorul 7.3.1: Intensitatea energetică a economiilor naționale

Textul integral al Țintei 7.3 este: „Până în 2030, dublarea ratei globale de creștere a eficienței energetice".
Are un singur indicator: indicatorul 7.3.1 reprezintă „Intensitatea energetică măsurată în termeni de energie primară și PIB”.
În general, eficiența energetică a înregistrat creșteri în ultimii ani, în special în China:1. Guvernele pot contribui la acest proces, de exemplu oferind stimulente financiare adecvate și informând populația despre beneficiile eficienței energetice:10.

### Ținta 7.a: Promovarea accesului la cercetare, tehnologie și investiții în energie curată

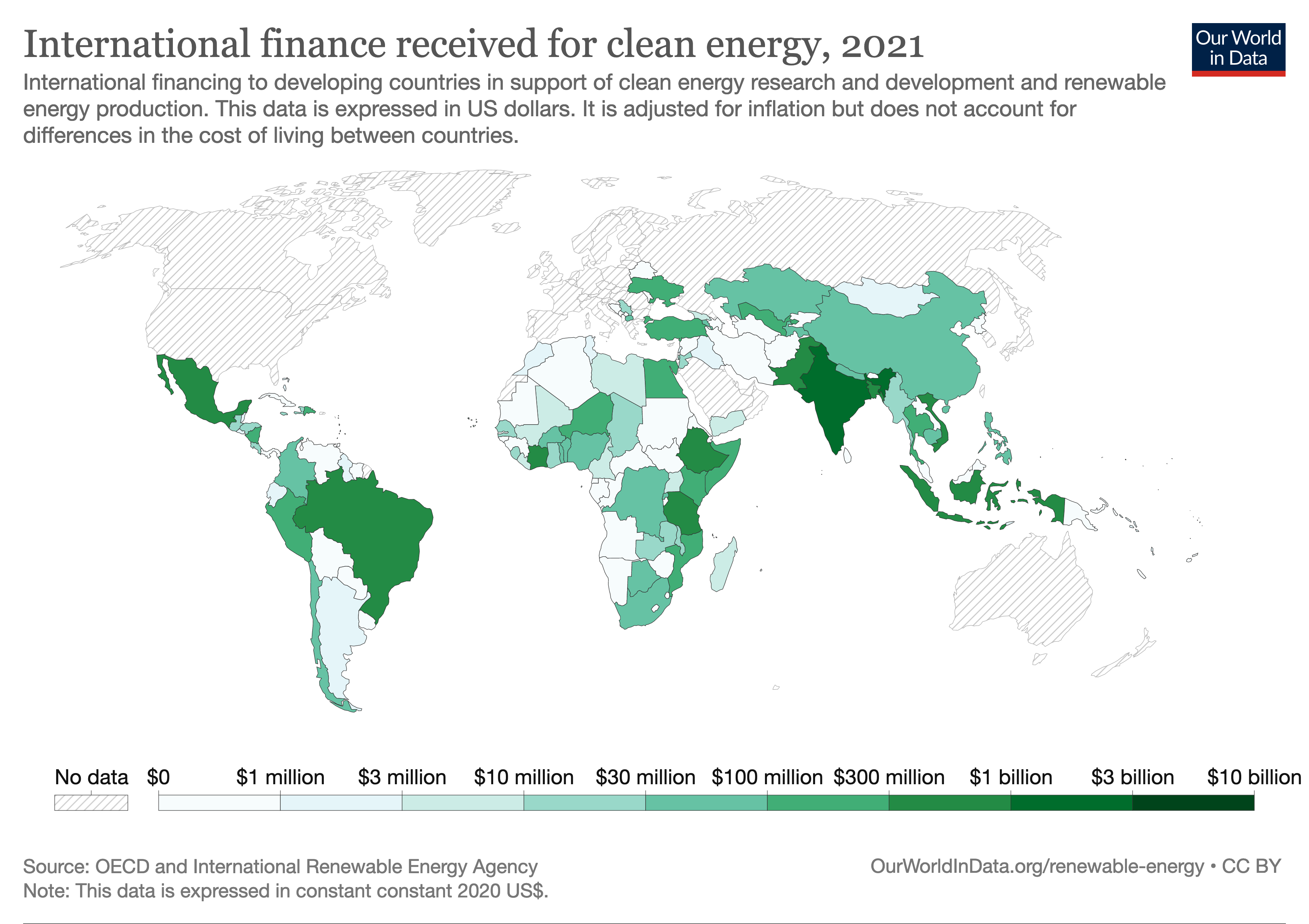
Harta lumii pentru indicatorul 7.a.1: Finanțarea internațională pentru energie curată

Textul integral al Țintei 7.a este: „Până în 2030, intensificarea cooperării internaționale pentru a facilita accesul la cercetare și tehnologie în domeniul energiei curate, inclusiv energie regenerabilă, eficiență energetică, tehnologii avansate și mai curate care utilizează combustibili fosili și promovarea investițiilor în infrastructura energetică și tehnologia energiei curate". 
Această țintă are un singur indicator: indicatorul 7.a.1 reprezintă „Fluxurile financiare internaționale către țările în curs de dezvoltare în sprijinul cercetării și dezvoltării în domeniul energiei curate și al producției de energie regenerabilă, inclusiv sisteme hibride”.
În 2017, finanțarea internațională pentru energia regenerabilă către țările în curs de dezvoltare a fost de două ori mai mare comparativ cu 2010. Cea mai mare parte din această finanțare (aproape jumătate) a fost destinată proiectelor de hidroenergie și aproape 20% proiectelor de energie solară:10.
Sunt necesare mai multe investiții pentru asigurarea accesului global la energie, și anume pentru electrificare și gătit curat. Un raport din 2021 menționează „eșecul comunității finanțatoare în a determina progrese semnificative în privința ODD 7”:9.

### Ținta 7.b: Extinderea și modernizarea serviciilor energetice pentru țările în curs de dezvoltare

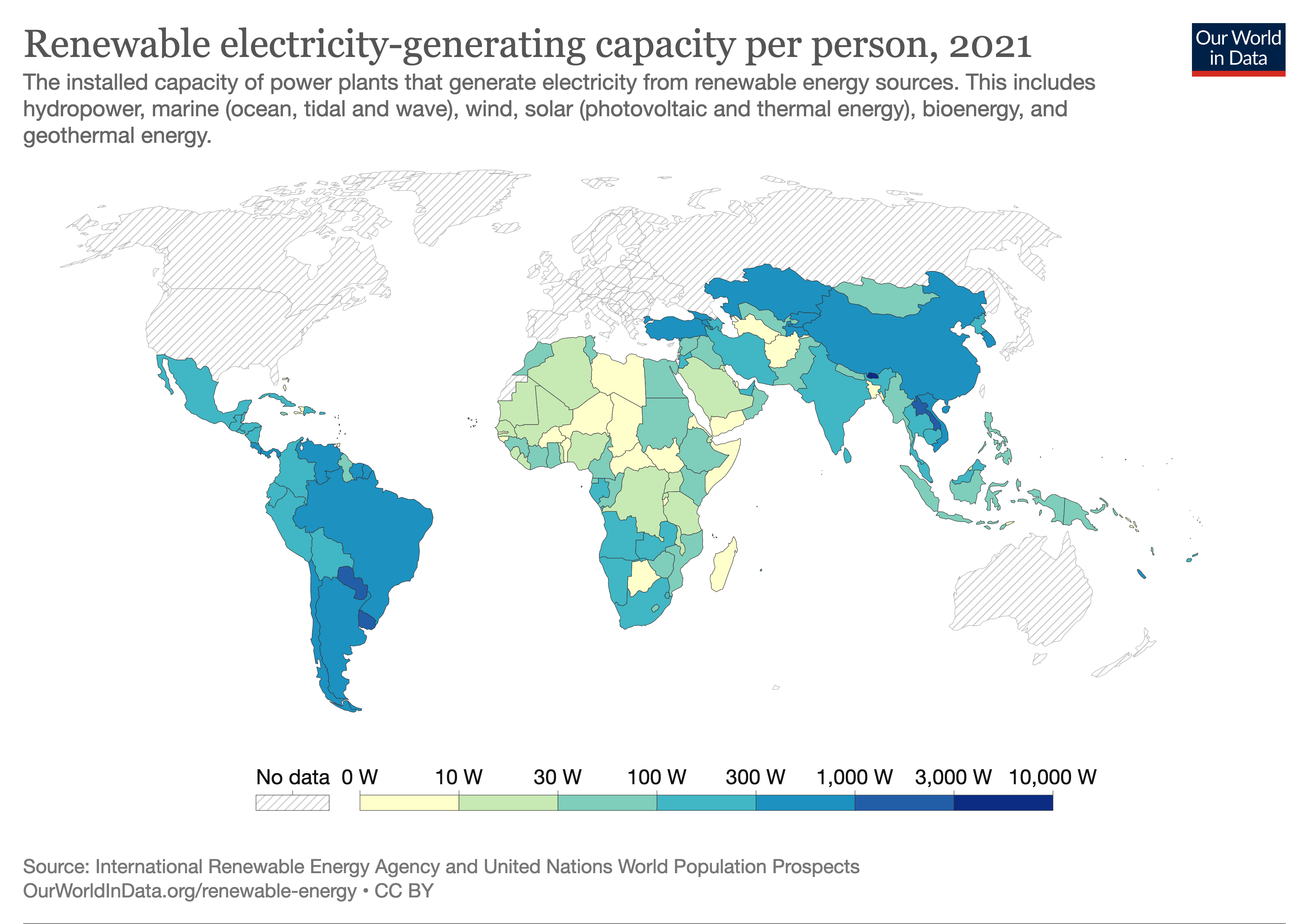
Harta lumii pentru indicatorul 7.b.1: Capacitatea de generare de energie regenerabilă per locuitor instalată în țările în curs de dezvoltare

Textul integral al Țintei 7.b este: „Până în 2030, extinderea infrastructurii și modernizarea tehnologiei pentru furnizarea de servicii energetice moderne și durabile pentru toate țările în curs de dezvoltare, în special țările cel mai puțin dezvoltate, statele insulare mici în curs de dezvoltare și țările în curs de dezvoltare fără ieșire la mare, în conformitate cu programele de sprijin specifice". 
Această țintă are un singur indicator: indicatorul 7.b.1 reprezintă „Capacitatea de generare de energie regenerabilă instalată în țările în curs de dezvoltare (în wați per locuitor)”.
În august 2020 nu existau date disponibile pentru acest indicator. În 2020 s-a sugerat că indicatorul 7.b.1 ar putea fi eliminat, deoarece era identic cu indicatorul 12.1.1 din ODD 12 - Consum și producție responsabile.

### Agenții custode
Agențiile custode au sarcina de a măsura progresul indicatorilor:
- pentru indicatorii 7.1.1 și 7.1.2: Banca Mondială (BM) și Organizația Mondială a Sănătății (OMS),
- pentru indicatorul 7.2.1: Departamentul Națiunilor Unite pentru Afaceri Economice și Sociale - Divizia de Statistică a Organizației Națiunilor Unite (DESA/UNDP), Agenția Internațională pentru Energie (IEA) și Agenția Internațională pentru Energie Regenerabilă (IRENA),
- pentru indicatorul 7.3.1: Departamentul Națiunilor Unite pentru Afaceri Economice și Sociale - Divizia de Statistică a Organizației Națiunilor Unite (DESA/UNDP) și Agenția Internațională pentru Energie (IEA),
- pentru indicatorul 7.a.1: Organizația pentru Cooperare și Dezvoltare Economică (OCDE) și Agenția Internațională pentru Energie Regenerabilă (IRENA),
- pentru indicatorul 7.b.1: Agenția Internațională pentru Energie (IEA).

## Provocări

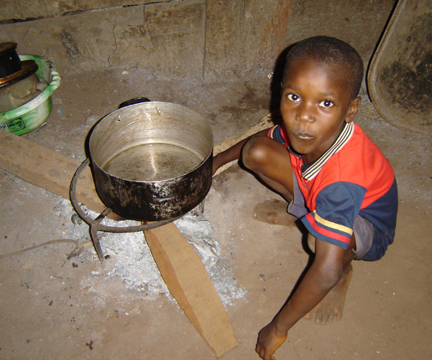
Gătit cu lemne în interiorul locuinței în Nigeria, provocând poluarea aerului din interior

În 2020, s-a raportat că multe unități de sănătate din țările în curs de dezvoltare (aproximativ 25%) încă nu aveau acces la electricitate sau înregistrau întreruperi frecvente. Acest lucru a fost deosebit de problematic în timpul pandemiei COVID-19:10. În timpul crizei, s-au observat progrese în anumite aspecte ale ODD 7, cum ar fi creșterea ratei eficienței energetice, utilizarea energiei regenerabile și creșterea accesului la energie electrică.

## Monitorizare și progres

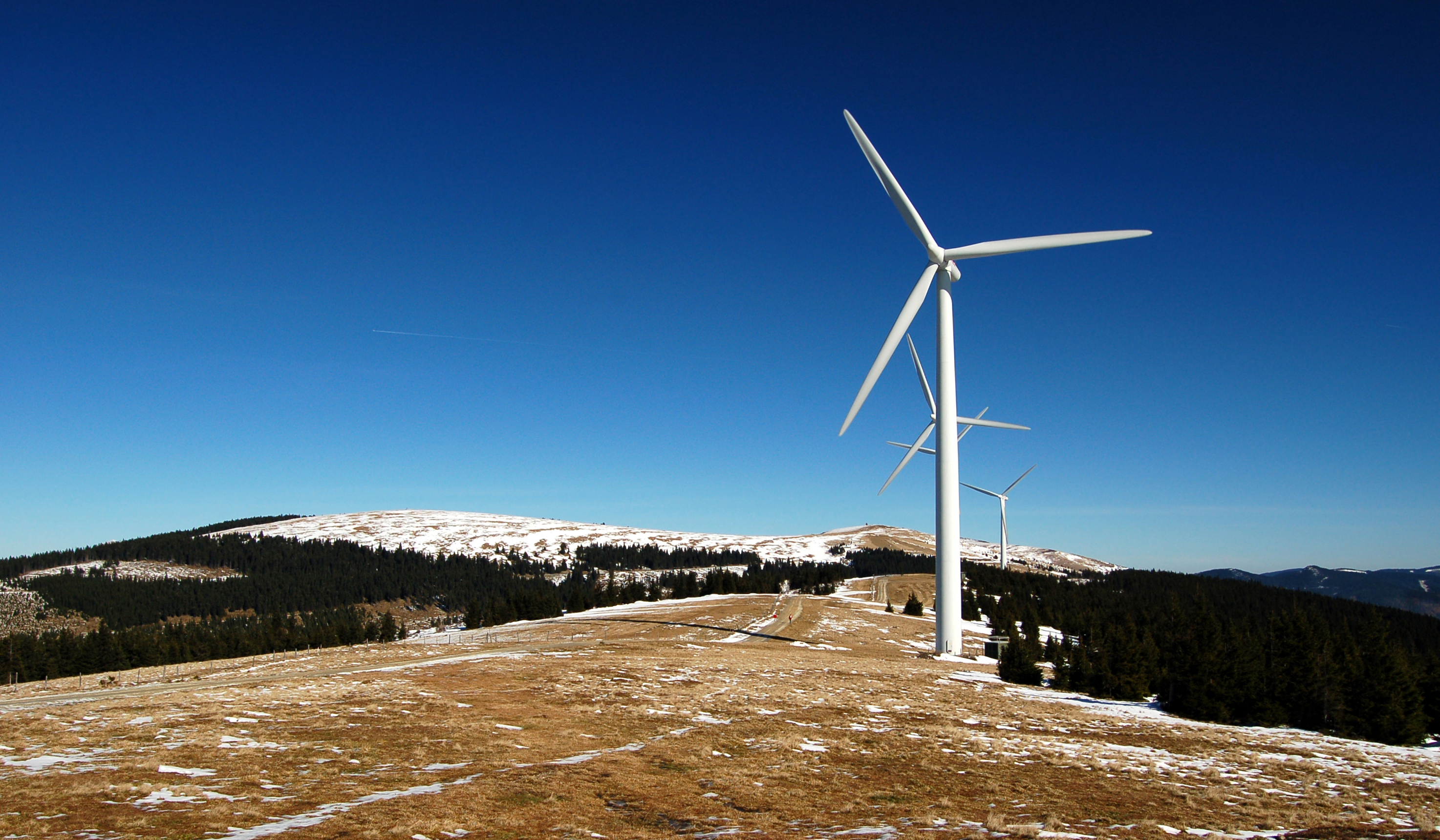
Turbine eoliene în Austria, una dintre sursele de energie regenerabilă curată

Forumul Politic la Nivel Înalt pentru Dezvoltare Durabilă al ONU (High-level Political Forum on Sustainable Development - HLPF) se întrunește în fiecare an pentru monitorizarea globală a ODD, sub auspiciile Consiliului Economic și Social al Națiunilor Unite. Rapoartele de progres la nivel înalt pentru toate ODD-urile sunt publicate de Secretarul General al Națiunilor Unite.
În 2022, capacitatea de producție per locuitor a energiei regenerabile în țările în curs de dezvoltare a crescut cu 58%. Cu toate acestea, fluxurile financiare internaționale către țările în curs de dezvoltare pentru sprijinirea energiei regenerabile au fost cu 24% mai mici decât în 2018. În ciuda progreselor înregistrate în perioada 2019-2020, au existat evenimente globale recente, precum războiul din Ucraina, care au afectat progresul global în domeniul energiei regenerabile și tranziția spre decarbonizare. 
În ciuda progreselor realizate, analiza din anul 2022 arată că lumea nu este pe cale să atingă ODD 7. Trebuie depuse mai multe eforturi pentru a crește mai rapid rata progresului în domeniul energiei regenerabile și al eficienței energetice. Totuși, rata de progres către ODD 7 nu a putut fi mai mare, deoarece lumea a intrat în al treilea an de COVID-19, iar numărul record de conflicte violente la nivel global și invazia rusă în Ucraina au generat una dintre cele mai mari crize de refugiați care au avut loc vreodată. Aceste evenimente au avut un efect catastrofal asupra mijloacelor de trai ale multor oameni și, deși în 2021 economia globală a început să se redreseze, aceste lanțuri de evenimente și efecte negative au determinat încetinirea economiei globale și a progresului către ODD 7 și alte ODD. Există încă peste 700 de milioane de oameni fără acces la electricitate și aproximativ 2,4 miliarde care gătesc cu combustibili nocivi pentru propria sănătate și pentru mediu.
Potrivit raportului asupra ODD din 2020, este acum nevoie mai mult ca niciodată de energie accesibilă și fiabilă, în special după pandemia de COVID-19, de exemplu pentru alimentarea spitalelor și unităților de sănătate, precum și pentru studenții care învață de la distanță. Accesul la energie electrică s-a îmbunătățit puternic în Asia și America Latină, astfel încât o pondere tot mai mare a persoanelor fără acces la electricitate locuiește în Africa Subsahariană. Se estimează că, dacă lumea continuă să progreseze în ritmul actual, aproximativ 620 de milioane de persoane nu vor avea acces la electricitate în 2030:38.

## Legături cu alte ODD

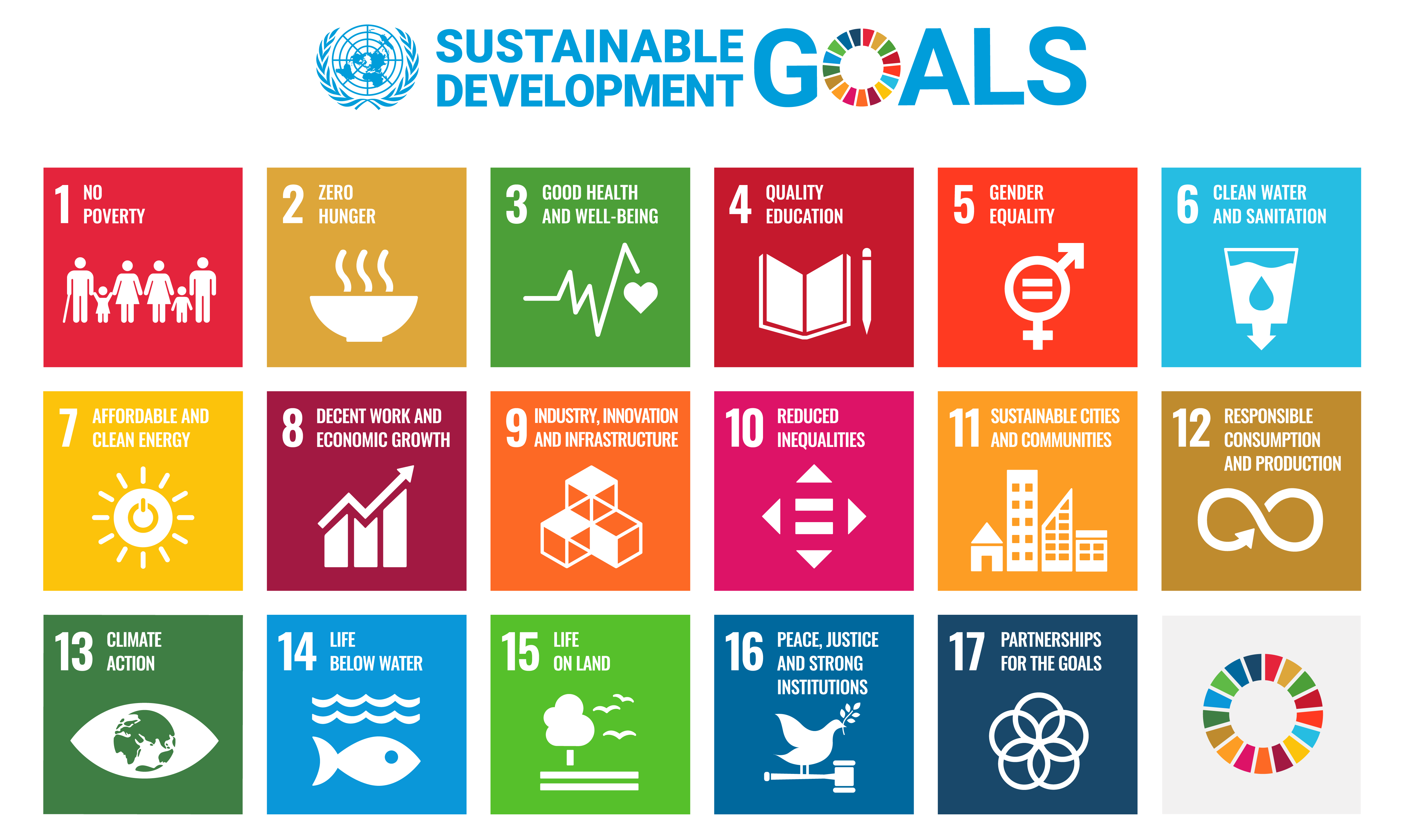
Obiectivele de Dezvoltare Durabilă

Obiectivele de Dezvoltare Durabilă sunt interdependente. Energia (respectiv ODD 7 - Energie curată și la prețuri accesibile) este cheia pentru majoritatea problemelor globale: acestea includ eradicarea sărăciei (ODD 1 - Fără sărăcie), reducerea inegalităților (ODD 5 - Egalitatea de gen), acțiunea climatică (ODD 13 - Acțiune climatică), securitatea alimentară (ODD 2 - Zero foamete), sănătatea (ODD 3 - Sănătate și bunăstare), educația (ODD 4 - Educație de calitate), comunitățile sustenabile (ODD 11 - Orașe și comunități durabile), locurile de muncă (ODD 8 - Muncă decentă și creștere economică) și transportul (ODD 9 - Industrie, inovare și infrastructură).
Accesul la energie este direct legat de dezvoltarea umană. Acest lucru este valabil mai ales pentru femei, care petrec mai mult timp colectând combustibil și apă și pregătind mesele. Accesul la energie le-ar permite să dedice mai mult timp educației și muncii.
Potrivit UN Women, intervențiile energetice care iau în perspectivă nevoile femeilor au un impact semnificativ asupra abordării egalității de gen și a sărăciei energetice în comunitate, asigurând totodată participarea egală a femeilor la intervenția energetică care, la rândul său, aduce beneficii societății în ansamblu.

## Agenții custode
Există cinci agenții custode pentru ODD 7 care au publicat împreună Raportul privind progresul energetic în 2020:
- Agenția Internațională pentru Energie (IEA),
- Agenția Internațională pentru Energie Regenerabilă (IRENA),
- Divizia de Statistică a Organizației Națiunilor Unite (UNSD),
- Banca Mondială (BM),
- Organizația Mondială a Sănătății (OMS).